# Crowning of Atlantis
Albums de Therion
Vovin
(1998) Deggial
(2000)
Crowning of Atlantis est le huitième album du groupe suédois de death metal symphonique Therion, publié le 7 juin 1999 par Nuclear Blast.

## Liste des chansons
Toutes les chansons sont écrites et composées par Christoffer Johnsson.
| No  | Titre                                     | Durée |
| --- | ----------------------------------------- | ----- |
| 1.  | The Crowning of Atlantis                  | 4:58  |
| 2.  | Mark of Cain                              | 5:01  |
| 3.  | Clavicula Nox (remix)                     | 8:52  |
| 4.  | Crazy Nights (reprise de Loudness)        | 3:43  |
| 5.  | From the Dionysian Days                   | 3:16  |
| 6.  | Thor (The Powerhead) (reprise de Manowar) | 4:47  |
| 7.  | Seawinds (reprise de Accept)              | 4:23  |
| 8.  | To Mega Therion (live)                    | 6:39  |
| 9.  | The Wings of the Hydra (live)             | 3:22  |
| 10. | Black Sun (live)                          | 5:46  |